# Nicolas Roze (compositeur)
Pour les articles homonymes, voir Nicolas Roze et Roze.
L'abbé Nicolas Roze, né à Bourgneuf-Val-d'Or en Bourgogne-Franche-Comté le 17 janvier 1745 et mort à Saint-Mandé le 30 septembre 1819, est un compositeur et musicologue français.

## Biographie
Enfant de chœur à la Collégiale Notre-Dame de Beaune, Nicolas Roze est remarqué pour sa belle voix et reçoit une bonne formation musicale. Il n'a pas douze ans lorsqu'il compose un motet avec orchestre. Il est invité à entrer comme page dans la musique du Roi, mais ses parents préférèrent lui faire terminer ses études au collège de Beaune, puis au séminaire d'Autun.
Maître de musique à Beaune de 1767 à 1769, il y fait exécuter une messe de sa composition, et se rend à Paris pour la présenter à Antoine Dauvergne, surintendant de la musique du roi. Celui-ci lui commande le motet Dixit insipiens, donné au Concert Spirituel en 1769. Sa première œuvre publiée est un Quatuor pour flûte et cordes en do mineur (1769).
Après avoir passé quelques années à la cathédrale Saint-Maurice d'Angers, il se fixe à Paris où il devient en 1775 maître de chapelle à l'église des Saints-Innocents. En 1779, après une dispute avec les autorités ecclésiastiques, il se consacre à l'enseignement de la musique et rédige son système d'harmonie, qui est publié par Jean-Benjamin de La Borde.
Son motet Vivat in æternum est exécuté lors du sacre de Napoléon Ier (2 décembre 1804) sous la direction de son ancien élève Jean-François Lesueur. De 1807 à sa mort, il est bibliothécaire du Conservatoire.
Avec François-Joseph Gossec et Étienne Ozi, l'abbé Roze est l'auteur de la première méthode de serpent publiée (1814). Cet instrument, en usage depuis environ deux siècles, allait pourtant bientôt entamer son déclin. Mais une raison en est que son emploi dans la musique militaire s'était fortement développé pendant la Révolution et l'Empire, et qu'à cette époque, son enseignement était souvent diffusé par des professeurs particuliers : les écoles manquaient.
Franc-maçon, il est signalé comme membre des Loges Les Cœurs Simples de l'Étoile Polaire (1778-1779), Saint Jean d'Écosse du Contrat social (1783) et L'Olympique de la Parfaite Estime (1786), puis aux Neuf Sœurs (1806).